# ميلفين براغ
ميلفين براغ (ولد 6 أكتوبر 1939  م في كارلايل، كمبريا) هو صحفي، وكاتب سيناريو، ومقدم تلفزيوني، وسياسي، وروائي، وكاتب، وكاتب سير بريطاني، هو عضوٌ حزب العمال، الجمعية الملكية، الأكاديمية البريطانية، والجمعية الملكية للأدب.

## مناصب
تولى منصب عضو مجلس اللوردات.

## التعليم
درس في كلية وادهام (أكسفورد).

## الجوائز
حصل على جوائز منها:
- جائزة جون لولين رايس  [لغات أخرى]‏
- زمالة الأكاديمية البريطانية
- زميل في الجمعية الملكية للأدب.

## وصلات خارجية
- ميلفين براغ على موقع IMDb (الإنجليزية)
- ميلفين براغ على موقع ألو سيني (الفرنسية)
- ميلفين براغ على موقع ميوزك برينز (الإنجليزية)
- ميلفين براغ على موقع أول موفي (الإنجليزية)
- ميلفين براغ على موقع قاعدة بيانات الأفلام السويدية (السويدية)
- ميلفين براغ على موقع إن إن دي بي (الإنجليزية)
- ميلفين براغ على موقع قاعدة بيانات الفيلم (الإنجليزية)
- ميلفين براغ على موقع كينوبويسك (الروسية)